# Regierung der 1. Nordirlandversammlung
Die Regierung der 1. Nordirlandversammlung bildete seit dem 1. Juli 1998 die Regierung von Nordirland. Sie wurde durch den Ersten Minister David Trimble und den stellvertretenden Ersten Minister Seamus Mallon geleitet. Am 2. Dezember 1999 wurden die Minister ernannt. Aufgrund der Weigerung der IRA, ihre Waffen abzugeben, trat Trimble Anfang Juli 2001 zurück. Erst mit seiner Wiederwahl zum First Minister im November konnte eine handlungsfähige Regierung gebildet werden, bis dahin führte Reg Empey kommissarisch die Geschäfte. Am 14. Oktober 2002 endete die Regierung dann endgültig.

## Kabinettsmitglieder
| Ressort                                             | Minister                  | Amtszeit  | Partei | Partei    |
| --------------------------------------------------- | ------------------------- | --------- | ------ | --------- |
| First Minister                                      | David Trimble             | 1998–2001 |        | UUP       |
| First Minister                                      | Reg Empey (kommissarisch) | 2001      |        | UUP       |
| First Minister                                      | David Trimble             | 2001–2002 |        | UUP       |
| Deputy First Minister                               | Seamus Mallon             | 1998–2001 |        | SDLP      |
| Deputy First Minister                               | Mark Durkan               | 2001–2002 |        | SDLP      |
| Wirtschaft, Handel und Investitionen                | Reg Empey                 | 1998–2002 |        | UUP       |
| Finanzen und Personal                               | Mark Durkan               | 1998–2001 |        | SDLP      |
| Finanzen und Personal                               | Sean Farren               | 2001–2002 |        | SDLP      |
| Regionale Entwicklung                               | Peter Robinson            | 1998–2001 |        | DUP       |
| Regionale Entwicklung                               | Gregory Campbell          | 2001      |        | DUP       |
| Regionale Entwicklung                               | Peter Robinson            | 2001–2002 |        | DUP       |
| Bildung                                             | Martin McGuinness         | 1998–2002 |        | Sinn Féin |
| Umwelt                                              | Sam Foster                | 1998–2002 |        | UUP       |
| Beschäftigung und Weiterbildung                     | Sean Farren               | 1998–2001 |        | SDLP      |
| Beschäftigung und Weiterbildung                     | Carmel Hanna              | 2001–2002 |        | SDLP      |
| Soziale Entwicklung                                 | Nigel Dodds               | 1998–2001 |        | DUP       |
| Soziale Entwicklung                                 | Maurice Morrow            | 2001      |        | DUP       |
| Soziale Entwicklung                                 | Nigel Dodds               | 2001–2002 |        | DUP       |
| Kultur                                              | Michael McGimpsey         | 1998–2002 |        | UUP       |
| Gesundheit, Soziale Dienste, Öffentliche Sicherheit | Bairbre de Brún           | 1998–2002 |        | Sinn Féin |
| Landwirtschaft, ländliche Entwicklung               | Bríd Rodgers              | 1998–2002 |        | SDLP      |